# بهروز (کلیبر)
بهروز یکی از روستاهای استان آذربایجان شرقی است که در دهستان میشه‌پاره بخش مرکزی شهرستان کلیبر واقع شده‌است.
قبلاً این روستا از دهستان منجوان بخش خداآفرین در محدوده محال محمد خانلو شهرستان کلیبر بوده و از تقسیمات کشوری به دهستان میشه‌پاره بخش مرکزی شهرستان کلیبر و توابع آذربایجان شرقی تغییر یافته‌است.
روستاهای مجاور بهروز:بالان-آینالو- مسگر (مازگر)- کلشلو-وایان - شبخانه- خریل - هستند. راه دیکری این روستانرسیده به کلیبر سمت چپ به طرف روستای پیغان چای عبور از روستای مرزرود و محمودآباد و رسیدن به پیچ روستای خریل (خریل هاجاسی) و گذشت جاده و به روستا بهروز رسید
در جنگل‌های پیرامون این روستا حیوانات وحشی از قبیل -خرس - -گراز -روباه -گربه وحشی -لاشخوار -شغال-وچلاغان زندگی می‌کنند.